# فريدريشتات
فريدريش اشتات (بالألمانية: Friedrichstadt) هي بلدة ألمانية تقع في ألمانيا في شليسفيغ هولشتاين. يقدر عدد سكانها بـ 2,479 نسمة.